# جوزيف ويلزينباتشير
جوزيف ويلزينباتشير (بالألمانية: Joseph Welzenbacher) هو دراج ألماني. شارك في دورة الألعاب الأولمبية الصيفية. نافس في سباق 100 كيلومتر في الألعاب الأولمبية الصيفية 1896 في أثينا.

## روابط خارجية
- جوزيف ويلزينباتشير على موقع أرشيف الدراجات (الإنجليزية)
- جوزيف ويلزينباتشير على موقع أوليمبيديا (الإنجليزية)